# АДВІС-Хутровик
«АДВІС-Хутровик» — український футбольний клуб з міста Хмельницького.

## Історія
Команда «АДВІС» (від назви заводу АДВІС — Агрегати, ДВигуни, Інструменти, Сервіс) до 1994 року виступала в чемпіонаті Хмельницької області і аматорській лізі України. На чолі з Валерієм Кроханом в 1993 році була другою в своїй групі, а в 1994 році — першою і увійшли до третьої ліги чемпіонату України.
У сезоні 1994/1995 років команда виступаючи у третій лізі зайняла 11 місце і у зв'язку з приєднанням третьої ліги до другої цього було достатньо для переходу у другу лігу. Однак у 1995 році «АДВІС» об'єднався з шепетівським «Темпом» у команду «Темп-АДВІС», яка зайняла місце «Темпа» у першій лізі, а місце «АДВІСа» в другій лізі зайняв «Темп-АДВІС-2» з Шепетівки.
У Кубку України серед аматорів 1996/1997 виступав під назвою «АДВІС-Хутровик». В 1998 році був розформований через фінансові труднощі.

## Всі сезони в незалежній Україні
| Сезон   | Чемпіонат     | Чемпіонат | Чемпіонат | Чемпіонат | Чемпіонат | Чемпіонат | Чемпіонат | Чемпіонат | Кубок        | Кубок | Кубок | Кубок | Кубок | Кубок | Кубок | Примітка                                                                                                  |
| Сезон   | Ліга          | Місце     | І         | В         | Н         | П         | М         | О         | Етап         | І     | В     | Н     | П     | М     | О     | Примітка                                                                                                  |
| ------- | ------------- | --------- | --------- | --------- | --------- | --------- | --------- | --------- | ------------ | ----- | ----- | ----- | ----- | ----- | ----- | --- |
| 1993/94 | —             | —         | —         | —         | —         | —         | —         | —         | 1/32 фіналу  | 2     | 1     | 0     | 1     | 4−3   | 2     | «АДВІС» (Хмельницький)                                                                                    |
| 1994/95 | Третя         | 11 з 22   | 42        | 18        | 7         | 17        | 56−55     | 61        | 1/64 фіналу  | 2     | 1     | 1     | 0     | 4−2   | 3     | «АДВІС» (Хмельницький)                                                                                    |
| 1995/96 | Друга Група А | 22 з 22   | 0         | 0         | 0         | 0         | 0         | 0         | 1/128 фіналу | 0     | 0     | 0     | 0     | 0−0   | 0     | «Темп-АДВІС-2» (Шепетівка) знялася зі змагань після 7-го туру (Результати анульовано) і з розіграшу кубка |
| Всього  | Третя         | 1 сезон   | 42        | 18        | 7         | 17        | 56−55     | 43        | >2 сезони    | 4     | 2     | 1     | 1     | 8−5   | 5     | |